# ريتش كامبل
ريتش كامبل (بالإنجليزية: Rich Campbell)‏ هو لاعب كرة قدم أمريكية أمريكي، ولد في 21 ديسمبر 1958 في ميامي في الولايات المتحدة.

## وصلات خارجية
- ريتش كامبل على موقع مرجع كرة القدم المحترفة.كوم (الإنجليزية)